# 5 Danses
Pour plus de détails, voir Fiche technique et Distribution.
5 Danses (Five Dances) est un film américain réalisé par Alan Brown, sorti en 2013.

## Synopsis
Chip, un jeune danseur récemment arrivé à New York, commence à s'entraîner avec trois autres danseurs et un maître de ballet dans le quartier de SoHo.

## Fiche technique
- Titre : 5 Danses
- Titre original : Five Dances
- Réalisation : Alan Brown
- Scénario : Alan Brown
- Musique : Nicholas Wright
- Photographie : Derek McKane
- Montage : Jarrah Gurrie
- Production : Alan Brown, Agathe David-Weill et Tracy Utley
- Société de production : Perry Street Pictures
- Société de distribution : Optimale (France) et Wolfe Releasing (États-Unis)
- Pays de production :  États-Unis
- Genre : Drame et romance
- Durée : 83 minutes
- Dates de sortie : 
  - États-Unis : 4 octobre 2013
  - France : 19 juin 2013

## Distribution
- Ryan Steele : Chip Daniel
- Reed Luplau : Theo
- Catherine Miller : Katie
- Kimiye Corwin : Cynthia
- Luke Murphy : Anthony

## Accueil
Le film a reçu un accueil mitigé de la critique. Il obtient un score moyen de 51 % sur Metacritic.